# Liste der Teiche des Unterharzer Teich- und Grabensystems

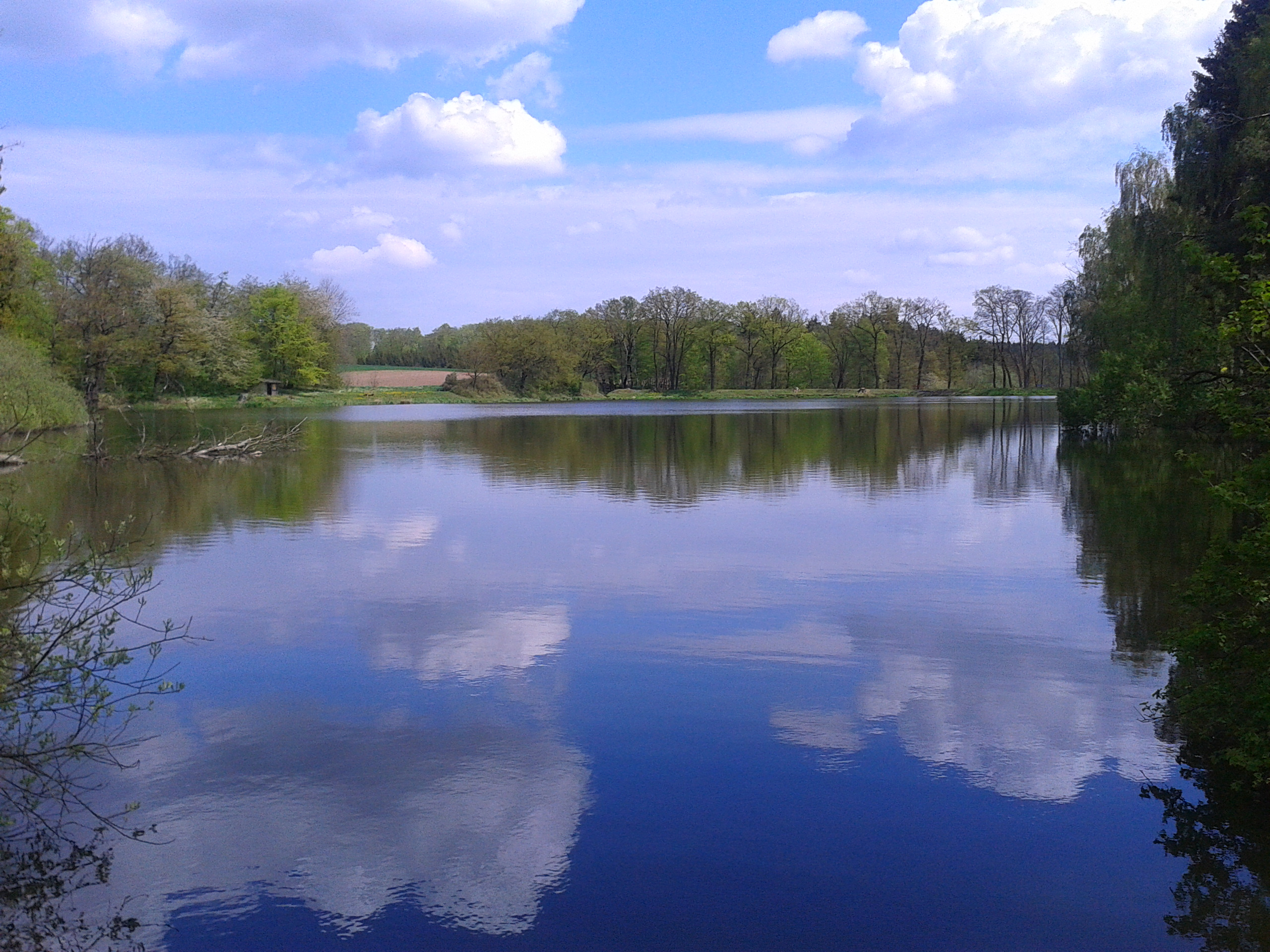
Kunstteich Neudorf

Als archäologische Kulturdenkmale sind gemäß DenkmSchG LSA alle künstlich angelegten historischen Teiche und Gräben im Land Sachsen-Anhalt geschützt, unabhängig von deren Alter oder heutiger Funktion. Aufgelistet werden hier nur die ehemals für den Bergbau und dessen Folgeindustrie genutzten Teiche des Unterharzes. Nicht aufgeführt werden nur aus land- oder fischereiwirtschaftlichen Gründen genutzte Teiche.

## Bergbau in Straßberg und Neudorf
Diese Teiche befinden sich in den Bergbaurevieren Straßberg, Silberhütte, Birnbaum und Neudorf. Die Gesamtstaukapazität betrug etwa 17,5 Mio. m³.

### Unterharzer Wasserregal
Die Teiche des Unterharzer Wasserregals sind rund 20 kleinere und größere Stauteiche. Sie entstanden größtenteils etwa ab dem Beginn des 17. Jahrhunderts zwischen oberer Lude, Großem Auerberg, Straßberg, Neudorf und Silberhütte. Einige Teiche sind als Talsperre einzuordnen. Mit dem Gräfiggründer Teich gehört auch der zweitälteste Stauteich Deutschlands zum System.
| Name                                 | angelegt als             | Bauzeit   | Dammlänge | Bergbaurevier | heutige Nutzung                         | Talsperre (T) |
| ------------------------------------ | ------------------------ | --------- | --------- | ------------- | --------------------------------------- | ------------- |
| Gräfingründer Teich                  | unbekannt                | vor 1320  | 100       | Straßberg     | keine / privat                          | -             |
| Möllerteich                          | Kunstteich               | 1745      | ca. 80    | Straßberg     | unbekannt                               | -             |
| Kiliansteich, oberer                 | Kunstteich               | 1703–1704 | 110       | Straßberg     | Vorsperre                               | T             |
| Kiliansteich, mittlerer              | Kunstteich               | 1703–1704 |           | Straßberg     | durch Talsperre Kiliansteich überflutet | -             |
| Kiliansteich III                     | Kunstteich               | vor 1610  |           | Straßberg     | durch unteren Kiliansteich überflutet   | -             |
| Kiliansteich, unterer                | Kunstteich               | 1703–1704 |           | Straßberg     | durch Talsperre Kiliansteich überflutet | -             |
| Frankenteich                         | Kunstteich               | 1724      | 150       | Straßberg     | Trinkwasser                             | T             |
| Maliniusteich                        | Kunstteich & Hüttenteich | 1706–1707 | 80        | Straßberg     |                                         | -             |
| Fauler Pfützenteich                  | Kunstteich               | 1704      | 240       | Straßberg     | Fischaufzuchtgewässer                   | -             |
| unbekannt (Die drei Treuen Nachbarn) | Kunstteich               | um 1704   |           | Straßberg     | keine (aufgeschnitten)                  | -             |
| Treuer Nachbarteich                  | Kunstteich               | 1703–1704 | 140       | Straßberg     | Badeteich, Wasserwirtschaft             | T?            |
| Glasebacher Teich                    | Kunstteich               | 1716      |           | Straßberg     | keine (Damm gebrochen)                  | -             |
| Kalbsaugenteich                      | Kunstteich               | 1779      |           | Birnbaum      | keine (leer)                            | -             |
| Birnbaumteich                        | Hüttenteich              | 1699      | 144       | Birnbaum      | Badeteich                               | T             |
| Teufelsteich                         | Kunstteich               | 1696–1697 | 211       | Silberhütte   | Trinkwasser                             | T             |
| Fürstenteich                         | Hüttenteich              | 1729      | 110       | Silberhütte   | Wasserwirtschaft                        | T             |
| Silberhütter Pochwerksteich          | Hüttenteich              | vor 1779  |           | Neudorf       | keine (zugeschüttet)                    | -             |
| Silberhütter Klärteich               | Klärteich                | 1890      |           | Neudorf       | keine (zugeschüttet)                    | -             |
| Grenzteich                           | Fischteich               | 1723      |           | Neudorf       | Fischteich                              | -             |
| Neudorfer Gemeindeteich              | Fischteich               | vor 1777  |           | Neudorf       | Löschwasserteich                        | -             |
| Neudorfer kleiner Teich 1            | Kunstteich               | 1860      |           | Neudorf       | Vorsperre                               | -             |
| Neudorfer kleiner Teich 2            | Kunstteich               | vor 1811  |           | Neudorf       | Vorsperre                               | -             |
| Kunstteich Neudorf                   | Kunstteich               | 1764      | 145       | Neudorf       | Klärteich                               | T             |
| unbekannt (am Büschengraben)         |                          |           | ca. 40    | Straßberg     | unbekannt                               | -             |

### Weitere Teiche
| Name                           | angelegt als   | Bauzeit | Dammlänge | Bergbaurevier | heutige Nutzung        | Talsperre (T) |
| ------------------------------ | -------------- | ------- | --------- | ------------- | ---------------------- | ------------- |
| Elbingstalteich                | Pochwerksteich | um 1725 | 300       | Straßberg     | Trinkwasser-Notreserve | -             |
| unbekannt (Heller Wasserkunst) | Kunstteich     |         | 45        | Neudorf       | keine                  | -             |
| unbekannt (im Teufelsgrund)    |                |         | 35        | Neudorf       | keine                  | -             |
| unbekannt (im Teufelsgrund)    |                |         | 51        | Neudorf       | keine                  | -             |

Der ebenfalls von den Straßberger Pochwerken genutzte, aber in Anhalt-Bernburg gelegene, Elbingstalteich liegt, anders als die durch Silberhütter Kunstgraben verbundenen Teiche, linksseitig der Selke und wird üblicherweise nicht dem Unterharzer Wasserregal zugerechnet. Dies gilt auch für den kleinen Teich der Künste im Hellergrund, dessen Wasser via Feldgestänge Pumpen im Birnbaum antrieb.

## Sonstige Bergbauteiche
Aufgeführt werden ausschließlich die Teiche in Sachsen-Anhalt. Die Teiche des thüringischen Unterharzes gehören nicht zum Flächendenkmal Unterharzer Teich- und Grabensystem.
| Name                   | angelegt als    | Bauzeit                 | Dammlänge | Lage                   | heutige Nutzung              | Talsperre (T) |
| ---------------------- | --------------- | ----------------------- | --------- | ---------------------- | ---------------------------- | ------------- |
| Röhrenteich            |                 |                         |           | Stolberg - Lage        | keine, stark verlandet       | -             |
| Dreieckteich           |                 |                         |           | Stolberg - Lage        | keine, stark verlandet       | -             |
| Fuchsbergteich         |                 |                         |           | Stolberg - Lage        | keine, teilweise verlandet   | -             |
| Kunstteich Ballenstedt | Kunstteich      | 1749                    |           | Ballenstedt - Lage     | Hochwasserschutz, Fischteich | T             |
| Carls Teich            | Hüttenteich     | 1830                    |           | Mägdesprung - Lage     | keine, Selkefall             | -             |
| Krebsbachteich         | Triebwerksteich | um 1800                 |           | Mägdesprung            | Fischteich                   | -             |
| Vatteröder Teich       |                 |                         |           | Vatterode              |                              | -             |
| Schloßteich            |                 |                         |           | Grillenberg            |                              | -             |
| Bergsee                | Kunstteich      | 1752                    |           | Güntersberge           |                              | T             |
| Ellerteich             | Kunstteich      | 1752                    |           | Güntersberge           | passive Naherholung          | -             |
| Hagenröder Teich       | Fischteich      | um 1500 im Mittelalter  |           | Harzgerode             |                              | -             |
| Judenteich             |                 | vor 1700                |           | Harzgerode             |                              | -             |
| Kunstteich Harzgerode  |                 |                         |           | Harzgerode             |                              | -             |
| Mönchsteich            |                 |                         |           | Königerode             |                              | -             |
| Mägdesprunger Teich    | Hüttenteich     | 1830                    |           | Mägdesprung            |                              | -             |
| Bergrat-Müller-Teich   | Kunstteich      | 1837–1838               | 98        | Friedrichsbrunn - Lage | Wasserwirtschaft             | T             |
| Erichsburger Teich     | Kunstteich      | 1709                    | 80        | Friedrichsbrunn - Lage | Wasserwirtschaft             | T             |
| Neuer Teich            | Bergwerksteich  | ≈ 1680, 17. Jahrhundert | 98        | Bad Suderode - Lage    | Wasserwirtschaft             | T             |
| Osterteich             | Pochwerksteich  | ≈ 1450, 15. Jahrhundert |           | Gernrode - Lage        | Badesee                      | -             |
| Heiliger Teich         | Kunstteich      | ≈ 1750, 18. Jahrhundert |           | Gernrode - Lage        | keine                        | -             |
| Stierbergsteich        | Kunstteich      | ≈ 1680, 17. Jahrhundert |           | Rothesütte - Lage      | Wasserwirtschaft             | -             |
| Kunstteich Wettelrode  | Kunstteich      | 1728                    |           | Wettelrode - Lage      | trocken                      | -             |
| Mandelhölzer Teich     | Hüttenteich     | ≈ 1450, 15. Jahrhundert |           | Elend - Lage           | trocken (Dammbruch)          | -             |